# Grand Prix Belgie 2016
Grand Prix Belgie 2016 (oficiálně 2016 Formula 1 Belgian Grand Prix) se jela na okruhu Circuit de Spa-Francorchamps ve Spa v Belgii dne 28. srpna 2016. Závod byl třináctým v pořadí v sezóně 2016 šampionátu Formule 1.

## Kvalifikace
| Poř.                       | No. | Jezdec            | Konstruktér               | Časy v kvalifikaci | Časy v kvalifikaci | Časy v kvalifikaci | Pořadí na startu |
| Poř.                       | No. | Jezdec            | Konstruktér               | Q1                 | Q2                 | Q3                 | Pořadí na startu |
| -------------------------- | --- | ----------------- | ------------------------- | ------------------ | ------------------ | ------------------ | ---------------- |
| 1                          | 6   | Nico Rosberg      | Mercedes                  | 1:48.019           | 1:46.999           | 1:46.744           | 1                |
| 2                          | 33  | Max Verstappen    | Red Bull Racing-TAG Heuer | 1:48.407           | 1:47.163           | 1:46.893           | 2                |
| 3                          | 7   | Kimi Räikkönen    | Ferrari                   | 1:47.912           | 1:47.664           | 1:46.910           | 3                |
| 4                          | 5   | Sebastian Vettel  | Ferrari                   | 1:47.802           | 1:47.944           | 1:47.108           | 4                |
| 5                          | 3   | Daniel Ricciardo  | Red Bull Racing-TAG Heuer | 1:48.407           | 1:48.027           | 1:47.216           | 5                |
| 6                          | 11  | Sergio Pérez      | Force India-Mercedes      | 1:48.106           | 1:47.485           | 1:47.407           | 6                |
| 7                          | 27  | Nico Hülkenberg   | Force India-Mercedes      | 1:48.080           | 1:47.317           | 1:47.543           | 7                |
| 8                          | 77  | Valtteri Bottas   | Williams-Mercedes         | 1:48.655           | 1:47.918           | 1:47.612           | 8                |
| 9                          | 22  | Jenson Button     | McLaren-Honda             | 1:48.700           | 1:48.051           | 1:48.114           | 9                |
| 10                         | 19  | Felipe Massa      | Williams-Mercedes         | 1:47.738           | 1:47.667           | 1:48.263           | 10               |
| 11                         | 8   | Romain Grosjean   | Haas-Ferrari              | 1:48.751           | 1:48.316           |                    | 11               |
| 12                         | 20  | Kevin Magnussen   | Renault                   | 1:48.800           | 1:48.485           |                    | 12               |
| 13                         | 21  | Esteban Gutiérrez | Haas-Ferrari              | 1:48.748           | 1:48.598           |                    | 18               |
| 14                         | 30  | Jolyon Palmer     | Renault                   | 1:48.901           | 1:48.888           |                    | 13               |
| 15                         | 55  | Carlos Sainz Jr.  | Toro Rosso-Ferrari        | 1:48.876           | 1:49.038           |                    | 14               |
| 16                         | 94  | Pascal Wehrlein   | MRT-Mercedes              | 1:48.554           | 1:49.320           |                    | 15               |
| 17                         | 12  | Felipe Nasr       | Sauber-Ferrari            | 1:48.949           |                    |                    | 16               |
| 18                         | 31  | Esteban Ocon      | MRT-Mercedes              | 1:49.050           |                    |                    | 17               |
| 19                         | 26  | Daniil Kvjat      | Toro Rosso-Ferrari        | 1:49.058           |                    |                    | 19               |
| 20                         | 9   | Marcus Ericsson   | Sauber-Ferrari            | 1:49.071           |                    |                    | 20               |
| 21                         | 44  | Lewis Hamilton    | Mercedes                  | 1:50.033           |                    |                    | 21               |
| 107 % času vítěze 1:55.279 |     |                   |                           |                    |                    |                    |                  |
| 22                         | 14  | Fernando Alonso   | McLaren-Honda             | Bez času           |                    |                    | 22               |
| Zdroj:                     |     |                   |                           |                    |                    |                    |                  |

Poznámky
1. ↑  Esteban Gutiérrez obdržel trest posunu o 5 míst vzad za blokování Pascala Wehrleina během tréninku.
2. ↑  Marcus Ericsson obdržel trest posunu o 10 míst vzad za překročení počtu povolených pohonných jednotek.
3. ↑  Lewis Hamilton obdržel trest posunu o 60 míst vzad za překročení počtu povolených pohonných jednotek.
4. ↑  Fernando Alonso obdržel trest posunu o 60 míst vzad za překročení počtu povolených pohonných jednotek. Start mu byl povolen startovními komisaři

## Závod
| Poř.   | No. | Jezdec            | Konstruktér               | Počet kol | Čas/Odstoupení      | Pořadí na startu | Body |
| ------ | --- | ----------------- | ------------------------- | --------- | ------------------- | ---------------- | ---- |
| 1      | 6   | Nico Rosberg      | Mercedes                  | 44        | 1:44:51.058         | 1                | 25   |
| 2      | 3   | Daniel Ricciardo  | Red Bull Racing-TAG Heuer | 44        | +14.113             | 5                | 18   |
| 3      | 44  | Lewis Hamilton    | Mercedes                  | 44        | +27.634             | 21               | 15   |
| 4      | 27  | Nico Hülkenberg   | Force India-Mercedes      | 44        | +35.907             | 7                | 12   |
| 5      | 11  | Sergio Pérez      | Force India-Mercedes      | 44        | +40.660             | 6                | 10   |
| 6      | 5   | Sebastian Vettel  | Ferrari                   | 44        | +45.394             | 4                | 8    |
| 7      | 14  | Fernando Alonso   | McLaren-Honda             | 44        | +59.445             | 22               | 6    |
| 8      | 77  | Valtteri Bottas   | Williams-Mercedes         | 44        | +1:00.151           | 8                | 4    |
| 9      | 7   | Kimi Räikkönen    | Ferrari                   | 44        | +1:01.109           | 3                | 2    |
| 10     | 19  | Felipe Massa      | Williams-Mercedes         | 44        | +1:05.873           | 10               | 1    |
| 11     | 33  | Max Verstappen    | Red Bull Racing-TAG Heuer | 44        | +1:11.138           | 2                |      |
| 12     | 21  | Esteban Gutiérrez | Haas-Ferrari              | 44        | +1:13.877           | 18               |      |
| 13     | 8   | Romain Grosjean   | Haas-Ferrari              | 44        | +1:16.474           | 11               |      |
| 14     | 26  | Daniil Kvjat      | Toro Rosso-Ferrari        | 44        | +1:27.097           | 19               |      |
| 15     | 30  | Jolyon Palmer     | Renault                   | 44        | +1:33.165           | 13               |      |
| 16     | 31  | Esteban Ocon      | MRT-Mercedes              | 43        | +1 kolo             | 17               |      |
| 17     | 12  | Felipe Nasr       | Sauber-Ferrari            | 43        | +1 kolo             | 16               |      |
| Ret    | 20  | Kevin Magnussen   | Renault                   | 5         | Kolize              | 12               |      |
| Ret    | 9   | Marcus Ericsson   | Sauber-Ferrari            | 3         | Převodovka          | 20               |      |
| Ret    | 55  | Carlos Sainz Jr.  | Toro Rosso-Ferrari        | 1         | Poškození po kolizi | 14               |      |
| Ret    | 22  | Jenson Button     | McLaren-Honda             | 1         | Poškození po kolizi | 9                |      |
| Ret    | 94  | Pascal Wehrlein   | MRT-Mercedes              | 0         | Kolize              | 15               |      |
| Zdroj: |     |                   |                           |           |                     |                  |      |

## Průběžné pořadí po závodě
Pohár jezdců
|   | Pořadí | Jezdec           | Body |
| - | ------ | ---------------- | ---- |
|   | 1      | Lewis Hamilton   | 232  |
|   | 2      | Nico Rosberg     | 223  |
|   | 3      | Daniel Ricciardo | 151  |
| 1 | 4      | Sebastian Vettel | 128  |
| 1 | 5      | Kimi Räikkönen   | 124  |

Pohár konstruktérů
|   | Pořadí | Konstruktér               | Body |
| - | ------ | ------------------------- | ---- |
|   | 1      | Mercedes                  | 455  |
|   | 2      | Red Bull Racing-TAG Heuer | 274  |
|   | 3      | Ferrari                   | 252  |
| 1 | 4      | Force India-Mercedes      | 103  |
| 1 | 5      | Williams-Mercedes         | 101  |